# Martin Schelleis

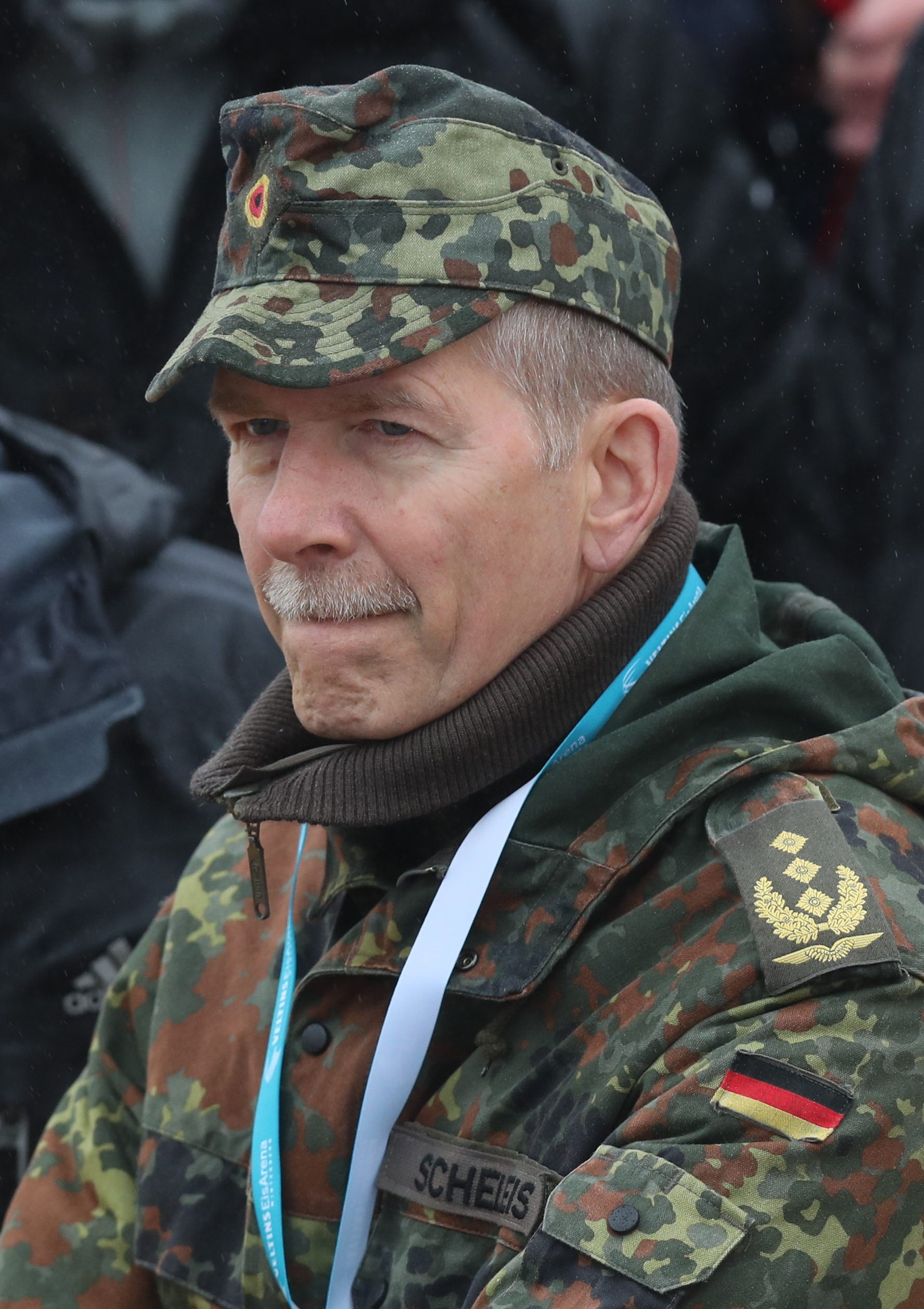
Martin Schelleis, 2019

Martin Richard Schelleis (* 15. Oktober 1959 in Düren) ist ein Generalleutnant außer Dienst der Luftwaffe der Bundeswehr und war zuletzt von 2015 bis 2024 Inspekteur der Streitkräftebasis.

## Militärische Laufbahn

### Ausbildung und erste Verwendungen
Schelleis trat 1978 als Offizieranwärter in die Bundeswehr ein. Nach der Grundausbildung in Roth folgte die Offizierausbildung an der Offizierschule der Luftwaffe in Fürstenfeldbruck. Von 1979 bis 1983 studierte er Wirtschafts- und Organisationswissenschaften (WOW) an der Hochschule der Bundeswehr München. Dem Abschluss als Diplom-Kaufmann folgte in den Jahren von 1983 bis 1986 die Flugzeugführerausbildung in Sheppard AFB, USA, Fürstenfeldbruck, am Tri-National Tornado Training Establishment im britischen Cottesmore und in Jever auf das Flugzeugmuster Panavia Tornado. Von 1986 bis 1991 folgten mehrere Verwendungen beim Jagdbombergeschwader 32, Lechfeld. Von 1991 bis 1993 folgte die Verwendung als Staffelkapitän und Fluglehrer, bei der 1. Staffel des Jagdbombergeschwader 38, Jever.

### Generalstabsausbildung und Dienst als Stabsoffizier
Nach der Teilnahme am 38. Generalstabslehrgang Luftwaffe an der Führungsakademie der Bundeswehr in Hamburg von 1993 bis 1995 wurde Schelleis als Staff Officer Planning, Combined Joint Planning Staff bei SHAPE, Mons in Belgien eingesetzt. 1997 wurde Schelleis als Referent in den Führungsstab der Luftwaffe im Bundesministerium der Verteidigung (Fü L II 1) nach Bonn versetzt, dem 1999 eine weitere ministerielle Verwendung als Referent im Planungsstab, BMVg Berlin folgte. 2001 erhielt Schelleis wieder eine Truppenverwendung als Stellvertretender Kommodore des Jagdbombergeschwader 33, Büchel, der 2002 dann die Ernennung zum Kommodore des JaboG 33 folgte. In dieser Zeit wurde Schelleis im Rahmen des ISAF-Einsatzes auch Kommodore des Einsatzgeschwader 2 und Kommandeur des Kabul International Airport (AFG). Von 2006 bis 2009 folgte eine Verwendung als Deputy Division Head J5 im Allied Joint Force Command Brunssum, Brunssum (NLD). In dieser Zeit (2007–2008) erfolgte auch der zweite ISAF-Einsatz im Chief Information Coordination Branch im HQ ISAF, Kabul, AFG.

### Generalsverwendungen
Von 2009 bis 2012 wurde Schelleis Stabsabteilungsleiter für Konzeption, Führung und Einsatz der Luftwaffe (StAL Fü L III) im BMVg, Bonn. In dieser Zeit wurde Schelleis auch mit der Leitung des Arbeitsstab Strukturreform Bundeswehr beauftragt, um im April 2012 dann Leiter Stab Organisation und Revision im BMVg zu werden. Am 29. April 2013 folgte Generalmajor Martin Schelleis anlässlich eines Übergabeappells beim JaboG 31, Peter Schelzig als Befehlshaber des LwFüKdo in Köln-Wahn. Am 25. Juni 2013 wurde das Luftwaffenführungskommando aufgelöst (mit Wirkung zum 30. Juni 2013) und das neue Kommando Einsatzverbände Luftwaffe in Dienst gestellt (mit Wirkung zum 1. Juli 2013), und Schelleis wurde sein erster und einziger Kommandeur. Am 27. August 2013 folgte dann die Beförderung zum Generalleutnant. Nach Auflösung des Kommandos Einsatzverbände Luftwaffe wurde er zum 1. Juli 2015 Kommandierender General des Luftwaffentruppenkommandos. Das Kommando gab er am 24. September 2015 an Helmut Schütz ab. Seit dem 6. Oktober 2015 war Schelleis Inspekteur der Streitkräftebasis. Schelleis war in dieser Funktion bis zu einer Umstrukturierung der Bundeswehr im Herbst 2022 auch Nationaler Territorialer Befehlshaber (NatTerrBefh) der Bundeswehr. Von Juli 2021 an kommandierte er den militärischen Hilfseinsatz im Hochwasser-Katastrophengebiet Ahrtal.
Am 14. Mai 2024 wurde er nach 46 Dienstjahren in den einstweiligen Ruhestand versetzt.

## Bundesbeauftragter für Krisenresilienz der Malteser
Schelleis ist Mitglied im Malteserorden. Deshalb gewann ihn der Malteser Hilfsdienst nach seiner Zurruhesetzung als Malteser Bundesbeauftragten für Krisenresilienz. In dieser Funktion wird er zukünftig ehrenamtlich die Geschäftsleitung des Malteser Verbunds und die Bereichsleitung Notfallvorsorge umfassend beraten und unterstützen.

„Ich kenne die Arbeit der Malteser und schätze sie sehr. Und so bin ich sehr dankbar, dass ich meine Expertise hier einbringen kann. Gerne helfe ich bei den konzeptionellen Überlegungen und beim weiteren Aus- und Aufbau tragfähiger Krisenbewältigungsstrukturen.“

„Die Malteser wollen die Beziehungen zum Bundesministerium der Verteidigung, zu den einschlägigen Kommandos der Bundeswehr aber auch zu anderen im Zivilschutz maßgeblichen Akteuren intensivieren. Für die Verstärkung des aktiven und wirksamen Agierens in den immer größer und komplexer werdenden Netzwerken der zivilen und militärischen Sicherheitsvorsorge ist Martin Schelleis der ideale Mitstreiter.“

## Privates
Schelleis ist verheiratet und Vater zweier Kinder.